# Charlotte Andersson
Charlotte Eleonor Andersson, född 5 januari 1991 i Sollefteå i Västernorrlands län, är en svensk travhästskötare. Hon är mest känd som hästskötare till Nahar, Hail Mary och Fifty Cent Piece. Hon arbetar sedan 2010 hos Robert Bergh. Hon har även arbetat hos Daniel Redén, och då skött om bland annat Delicious U.S. och Whitehouse Express.

## Karriär
Charlotte Andersson växte tidigt upp med hästar. Hon fick sin första ponny, Skogsmulle, när hon var två och ett halvt år. Hon utbildade sig senare på travgymnasiet Wången, och fick efter utbildningen jobb hos Robert Bergh. Andersson fick där ta hand om bland annat Nahar, som ägdes av Daniel och Henrik Sedin, och segrade bland annat i 2013 års upplaga av Elitloppet tillsammans med honom. Han utsågs han till "Årets Häst" 2013. Efter att Nahar avslutat sin tävlingskarriär, fick Andersson honom i avskedspresent av bröderna Sedin.
Hon har även arbetat på Berghs filial i Frankrike i perioder. 2015 skötte hon om bland annat Kadett C.D., som startade i 2015 års upplaga av Prix d'Amérique på Vincennesbanan i Paris.
Sedan 2019 sköter hon även om Hail Mary, som segrat i bland annat Svenskt Travderby.
2021 fick hon Stig H-stipendiet tillsammans med William Ekberg.